# Sint Victor (Oventje)
De Sint Victor is een windkorenmolen in de Nederlandse buurtschap Oventje bij Zeeland in de Noord-Brabantse gemeente Maashorst. Het is een stellingmolen en een bovenkruier waarvan het achtkant in 1938 vanuit Veghel naar zijn huidige plaats is gebracht, ter vervanging van een in 1925 door storm vernielde zeskante beltmolen. Het pakhuis onder de molen dateert uit 1957. De molen heeft tot 1973 op professionele basis gemalen, maar het gevlucht werd in dat jaar door storm zwaar beschadigd.
De roeden van de Sint Victor zijn voorzien van het stroomlijnsysteem van Bussel.
In de molen bevinden zich een koppel 16der en een koppel 17der kunststenen, waarmee op vrijwillige basis graan wordt gemalen. De Sint Victor is eigendom van de gemeente Landerd en is op zaterdagmorgen geopend voor bezoek.
Bijzonder, want thans zeldzaam, is de bekleding van de molen met het rode Icopal, in die tijd wel vaker toegepast. Deze bedekking had het voordeel dat, in tegenstelling tot het normale asfaltpapier, het jaarlijkse teren overbodig was.